# Enrico III di Lovanio
Enrico III di Lovanio; in francese: Henri III de Louvain (1060 circa – Tournai, 1095) è stato un nobile fiammingo fu Conte di Lovanio, dal  1079 alla sua morte.

## Origine
Secondo il Chronicon Affligemense, Enrico era il figlio primogenito del conte di Lovanio e Bruxelles, Enrico II e di Adelaide di Betuwe, che, secondo un documento citato dall'ecclesiastico e storico, belga, del XVII secolo, Aubertus Miraeus o Aubert le Mire (Bruxelles, 30 novembre 1573 - Anversa, 19 ottobre 1640), nel suo Opera diplomatica et historica, tomus I (non consultato), era figlia di Everardo conte di Betuwe e della moglie di cui non conosciamo né il nome né gli ascendenti.
Enrico II di Lovanio, secondo sia Annalista Saxo che la Ex Chronicis Brab. in Magno Chron. Belg, riportato nel Recueil des historiens des Gaules et de la France. Tome 11 era il figlio primogenito del Conte di Lovanio, Lamberto II e di Oda di Verdun, che sia secondo la Huberto, Vita Sanctæ Gudilæ, che secondo la Ex Chronicis Brab. in Magno Chron. Belg, riportato nel Recueil des historiens des Gaules et de la France. Tome 11, era figlia del margravio di Anversa, Duca della Bassa Lorena (Lotaringia) e Duca dell'Alta Lorena (Lotaringia) e conte di Verdun,  Gothelo (o Gozelo o Gozzelone) I di Lotaringia detto il Grande; anche la Genealogica ex Stirpe Sancti Arnulfi descendentium Mettensis conferma che Oda era figlia di Gozzelone.

## Biografia
Suo padre, Enrico II, morì nel 1079 e fu inumato inumato a Nivelles, nel chiostro di Santa Gertrude.
Gli succedette Enrico, il figlio primogenito (Enrico III), come ci conferma la Genealogia Ducum Brabantiæ Heredum Franciæ.
Secondo il Continuatio Chronici Afflegemiensis, nel 1086, Enrico assieme al fratello, Goffredo, furono tra i fondatori dell'Abbazia di Affligem, mentre il Chronicon Affligemense, li cita tra i fondatori dell'Abbazia di Affligem assieme alla loro madre, Adelaide; infine il documento n° CLXXII di papa Eugenio III, datato 1147, della Patrologia Latina, Vol. 180, tra i fondatori ricorda solo la loro madre, Adelaide (Adeloia venerabilis vidua).
Secondo i Documents relatifs à l´abbaye de Flône, Analectes pour servir à l´histoire ecclésiastique de la Belgique, Tome XXIII (non consultato), Enrico, nel 1091, fu tra coloro che appoggiarono il vescovo di Liegi a fondare l'abbazia di Flône.
Enrico III di Lovanio (Henricum comitem Lovaniensem), secondo la Genealogia Ducum Brabantiæ Heredum Franciæ, morì nel 1095, ucciso a Tournai, secondo i Documents relatifs à l´abbaye de Flône, Analectes pour servir à l´histoire ecclésiastique de la Belgique, Tome XXIII (non consultato), durante un torneo; fu inumato inumato a Nivelles.
Gli succedette il fratello, Goffredo.

## Matrimonio e discendenza
Enrico III, come conferma la Genealogica Comitum Flandriæ Bertiniana, Continuatio Leidensis et Divionensis, aveva sposato Gertrude di Fiandra (fra il 1070 e il 1080-1117), figlia di Roberto I delle Fiandre e di Gertrude di Sassonia.
Enrico III dalla moglie ebbe due figlie:
- Adelaide ( † 1158), che aveva sposato il Duca di Lorena, Simone I[15]
- Gertrude, che aveva sposato il  Lamberto, conte di Montaigu e di Clermont, come è indicato nelle Europäische Stammtafeln[17], vol I nº 2236 e vol VII nº 109 (non consultate)[12].

## Ascendenza
|                        |   |                     | Genitori             |  |  | Nonni |  |  | Bisnonni              |  |  | Trisnonni                       |  |
|                        |   |                     |                      |  |  |       |  |  | Lamberto I di Lovanio |  |  | Reginardo III, conte di Hainaut |  |
|                        |   |                     |                      |  |  |       |  |  | Lamberto I di Lovanio |  |  | Reginardo III, conte di Hainaut |  |
|                        |   | Adele d'Alvernia    |                      |  |  |       |  |  | Lamberto I di Lovanio |  |  |                                 |  |
| Lamberto II di Lovanio |   |                     |                      |  |  |       |  |  | Lamberto I di Lovanio |  |  |                                 |  |
|                        |   | Gerberga di Lorena  | Carlo I di Lorena    |  |  |       |  |  |                       |  |  |                                 |  |
|                        |   | Gerberga di Lorena  | Carlo I di Lorena    |  |  |       |  |  |                       |  |  |                                 |  |
|                        |   | Gerberga di Lorena  | Adelaide di Troyes   |  |  |       |  |  |                       |  |  |                                 |  |
| Enrico II di Lovanio   |   | Gerberga di Lorena  |                      |  |  |       |  |  |                       |  |  |                                 |  |
|                        |   | Gothelo I di Lorena | Goffredo I di Verdun |  |  |       |  |  |                       |  |  |                                 |  |
|                        |   | Gothelo I di Lorena | Goffredo I di Verdun |  |  |       |  |  |                       |  |  |                                 |  |
|                        |   | Gothelo I di Lorena | Matilde di Sassonia  |  |  |       |  |  |                       |  |  |                                 |  |
| Oda di Verdun          |   | Gothelo I di Lorena |                      |  |  |       |  |  |                       |  |  |                                 |  |
|                        |   | …                   | …                    |  |  |       |  |  |                       |  |  |                                 |  |
|                        |   | …                   | …                    |  |  |       |  |  |                       |  |  |                                 |  |
|                        |   | …                   | …                    |  |  |       |  |  |                       |  |  |                                 |  |
| Enrico III di Lovanio  |   | …                   |                      |  |  |       |  |  |                       |  |  |                                 |  |
|                        | … | …                   |                      |  |  |       |  |  |                       |  |  |                                 |  |
|                        | … | …                   |                      |  |  |       |  |  |                       |  |  |                                 |  |
|                        | … | …                   |                      |  |  |       |  |  |                       |  |  |                                 |  |
| Everardo di Betuwe     | … |                     |                      |  |  |       |  |  |                       |  |  |                                 |  |
|                        |   | …                   | …                    |  |  |       |  |  |                       |  |  |                                 |  |
|                        |   | …                   | …                    |  |  |       |  |  |                       |  |  |                                 |  |
|                        |   | …                   | …                    |  |  |       |  |  |                       |  |  |                                 |  |
| Adelaide di Betuwe     |   | …                   |                      |  |  |       |  |  |                       |  |  |                                 |  |
|                        |   | …                   | …                    |  |  |       |  |  |                       |  |  |                                 |  |
|                        |   | …                   | …                    |  |  |       |  |  |                       |  |  |                                 |  |
|                        |   | …                   | …                    |  |  |       |  |  |                       |  |  |                                 |  |
| …                      |   | …                   |                      |  |  |       |  |  |                       |  |  |                                 |  |
|                        |   | …                   | …                    |  |  |       |  |  |                       |  |  |                                 |  |
|                        |   | …                   | …                    |  |  |       |  |  |                       |  |  |                                 |  |
|                        |   | …                   | …                    |  |  |       |  |  |                       |  |  |                                 |  |
|                        |   | …                   |                      |  |  |       |  |  |                       |  |  |                                 |  |

### Fonti primarie
- (LA)  Recueil des historiens des Gaules et de la France. Tome 11.
- (LA)  Monumenta Germaniae Historica, Scriptores, tomus VI.
- (LA)  Monumenta Germaniae Historica, Scriptores, tomus IX.
- (LA)  Monumenta Germaniae Historica, Scriptores, tomus XV.2.
- (LA)  Monumenta Germaniae Historica, Scriptores, tomus XXIII.
- (LA)  Monumenta Germaniae Historica, Scriptores, tomus XXV.
- (LA)  Patrologia Latina, Vol. 180.
- (LA)  Cartulaire de l'Abbaye de Saint-Bertin.